# Pavol Szikora
Pavol Szikora (* 26. März 1952 in Lučenec; † 22. Mai 2021 in Fiľakovo, Slowakei) war ein tschechoslowakischer Geher.

## Biografie
Pavol Szikora belegte bei den Weltmeisterschaften 1983 über 50 km Gehen den 11. Rang. Ein Jahr später gewann er bei den Wettkämpfen der Freundschaft die Silbermedaille über die gleiche Distanz. 1987 wurde er bei den Weltmeisterschaften Siebter und bei den Olympischen Spielen 1988 in Seoul erreichte Szikora im Wettkampf über 50 km Gehen den zehnten Platz. Es folgte 1991 die Teilnahme an seinen dritten Weltmeisterschaften, wo er Sechzehnter wurde, und eine zweite Olympiateilnahme in Barcelona 1992. Dort belegte er im Wettkampf über 50 km Gehen den 27. Rang.
Auf nationaler Ebene wurde Szikora sechsfacher Meister über 50 km Gehen (1983, 1985, 1986, 1988, 1990 und 1991).
Am 22. Mai 2021 verstarb Szikora nach langer schwerer Krankheit.